# Star Wars Jedi: Survivor
Star Wars Jedi: Survivor ist ein von Respawn Entertainment entwickeltes Action-Adventure, das im Jahr 2023 durch Electronic Arts veröffentlicht wurde. Als Nachfolger des im Jahr 2019 veröffentlichten Star Wars Jedi: Fallen Order erschien Star Wars Jedi: Survivor am 28. April 2023 für Windows, PlayStation 5 und Xbox Series und am 17. September 2024 für PlayStation 4 und Xbox One.
Der Protagonist des Computerspiels ist wie im Vorgänger Cal Kestis. Dieser wird während des Spiels vom Imperium verfolgt. Star Wars Jedi: Survivor soll fünf Jahre nach den Geschehnissen aus Fallen Order und damit im selben Jahr wie die Fernsehserie Obi-Wan Kenobi spielen. Nach der fiktiven Zeitrechnung des Star-Wars-Universums spielt Star Wars Jedi: Survivor somit neun Jahre vor der Schlacht von Yavin (VSY).

## Spielprinzip
Am 8. Februar 2023 wurde ein neunminütiges Gameplay-Video von IGN, welche eine Testversion 5 Stunden lang spielen durften, veröffentlicht. Darin sind verschiedene neue, aber auch aus dem Vorgänger bereits bekannte Spielelemente zu sehen. Koboh ist ein zentraler Planet, auf den der Spieler immer wieder zurückkehren wird und so etwas wie eine Heimat sein. Cal Kestis wird nun fünf verschiedene Lichtschwert-Arten führen können: Eine normale Einzelklinge, zwei Einzelklingen und eine Doppelklinge zu Anfang; eine Crossguard-ähnliche Klinge wie Kylo Ren sie hat und eine Kombination aus Lichtschwert und Blaster werden im Spielverlauf freigeschaltet. Die Fähigkeit, sogenannte Echos wahrzunehmen wird auch in diesem Spiel wieder verfügbar sein. Der Spieler bekommt nun auch neue Macht-Fähigkeiten zur Seite gestellt, beispielsweise die Zeit insgesamt zu verlangsamen. Im Vorgänger war dies nur für einzelne Personen oder Objekte möglich. Eine neue Fähigkeit wird unter anderem sein, Gegner kurzfristig für einen kämpfen zu lassen. Neue Gegner werden unter anderem modifizierte Kampfdroiden, Superkampfdroiden und Magna-Wachen der Handelsföderation sein. Ein weiteres Gadget wird ein Zugseil sein, mit dem man sich an Objekte heranziehen können wird. Eine neue Möglichkeit der Fortbewegung wird sein, Tiere und Fahrzeuge als Fortbewegungsmittel zu nutzen. Es werden nun auch neue, laut Hinweisen größere Welten zu bereisen sein. Zudem werden nun auch Schnellreisen möglich, aber laut Design Director Jeff Magers nicht nötig sein, um die Handlung durchzuführen. Schnellreisen werden zwischen, bereits aus dem Vorgänger bekannten, Meditationspunkten möglich sein. Die Mantis wird nun auch an zentraleren Orten auf den bereisbaren Planeten landen.

## Handlung

### Geschichte
Fünf Jahre nach den Ereignissen in Star Wars Jedi: Fallen Order haben sich die Wege von Cal Kestis und seinen Freunden Cere Junda, Greez Dritus und Merrin mittlerweile getrennt. Cal arbeitet inzwischen mit Saw Gerrera und seinen Partisanen zusammen, um gemeinsam weiterhin das Galaktische Imperium zu bekämpfen. Zu Beginn des Spiels lässt sich Cal gefangen nehmen und nach Coruscant bringen, wo er im Untergrund dem korrupten Senator Raho Sejan im Auftrag von Saw geheime Militärinformationen abnehmen will. Eine Gruppe Verbündeter, darunter Bode Akuna, begleitet Cal in Verkleidung, doch der Plan geht schief, als die Neunte Schwester auftaucht, von der Cal bislang dachte, er hätte sie damals getötet. Obwohl es ihm gelingt, die Inquisitorin erneut zu bezwingen und zu enthaupten, überleben scheinbar nur er und Bode die Flucht vom Planeten. Kurz vor der Flucht übergibt Cal Bode einen Peilsender, damit dieser später von Cal die Belohnung für den Einsatz bekommen kann.
Im Anschluss reist er zur ehemaligen Jedi-Welt Koboh, um Greez Dritus, der eine Cantine leitet, zu treffen, legt dort jedoch mit der Mantis aufgrund von Beschädigungen, welche bei der Flucht von Coruscant entstanden sind, eine Bruchlandung hin und muss zu Fuß weiter. Nach einem Zwischenfall mit den ortsansässigen Bedlam Raiders und ihrem Boss Rayvis erreicht Cal die Cantina und trifft wieder auf Greez Dritus. Obwohl Cal nicht will, bietet er Cal einen Schlafplatz an und gibt ihm den Ratschlag, sich zur Ruhe zu setzen.
Bei der weiteren Erkundung Kobohs, wobei er immer wieder das Wort Tanalorr aufschnappt, erreicht Cal schließlich eine verlassene Waldanlage, die aus einer alten Zeit zu stammen scheint. Im Inneren sieht er in einem Bacta-Tank eine einarmige Person und befreit diese, als er in einer psychometrischen Vision dazu aufgefordert wird. Dabei wird klar, dass es sich bei Tanalorr um einen paradiesischen Ort handelt.
Die Person stellt sich nun als Dagan Gera vor, der einst ein Jedi-Ritter zu Zeiten der Hohen Republik gewesen war, jedoch aus unbekannten Gründen weggesperrt wurde. Verwundert über die neuen Umstände lässt Gera den Kristall seines Lichtschwerts bluten und duelliert sich mit Cal, flüchtet jedoch kurzerhand mithilfe von Rayvis und den Raiders.
Auf dem Weg zurück zur Cantina stellt Cal fest, dass die Mantis repariert wurde und begegnet Bode wieder, dem ebenfalls die Flucht gelang. In der Hoffnung mehr über Dagan und Tanalorr herauszufinden, planen die beiden nach Jedha zu reisen, wo sich Cere Junda aufhalten soll. Greez schließt sich zudem wieder als Pilot der Crew an. Es wird Cal ein Treffpunkt mit einem Kontakt gesendet, der ihn zur Basis von Cere leiten soll. Auf dem Weg zum Treffpunkt kommt Cal in Gefahr; allerdings taucht rechtzeitig Merrin auf, rettet ihn und entpuppt sich als Cals Kontakt.
Als sie die Basis erreichen, öffnet Eno Cordova, Ceres ehemaliger Meister und Verantwortlicher hinter dem versteckten Jedi-Holocron aus Star Wars Jedi: Fallen Order, ihnen die Tür. Er erklärt, dass er auf Cere stieß, nachdem seine Suche nach den Zeffo in den Unbekannten Regionen ohne Ergebnis endete. Die Mantis landet unterdessen in einem verborgenen Hangar der Basis. Dort erfährt Cal, das Cere, Merrin und Cordova schon längere Zeit Teil der Untergrundbewegung namens „Der versteckte Pfad“, kurz „Der Pfad“ sind. Diese nimmt flüchtende Jedi sowie deren Angehörige auf und bietet ihnen Sicherheit als auch eine neue Identität.
Allerdings finden sie auf die Schnelle nichts über Tanalorr im Archiv der Basis, jedoch Hinweise auf eine Einrichtung aus der Zeit der Hohen Republik, welche auf einem zerstörten Mond von Koboh ist. Zudem gibt es einen Eintrag für eine ehemalige Einrichtung von Dagan, dem Observatorium von Koboh. Bei der Abreise von Jedha gibt Bode Cal als zusätzliche Ausrüstung einen Blaster. Auf dem Mond findet Cal einen seltsamen Apparat, ehe er von einem Mitglied der Bedlam Raiders mit Lichtschwert überrascht wird, diesen aber bezwingen kann. Auf Dagans Basis auf Koboh findet er ebenfalls eine Kopie des Teils, welches er auf dem zerstörten Mond fand. Diese beiden Teile bringt er nun zu Cordova.
Dort sind die Anwesenden ein wenig beunruhigt, da sie keine Antwort mehr von Bruder Armias bekommen, dessen Versteck von imperialen Truppen gefunden wurde. Cal erklärt sich bereit, mit Merrin Armias aufzusuchen. Währenddessen versuchen Bode und Cordova die beschädigten Teile auf ihre Funktion zu untersuchen, und sie gegebenenfalls zu reparieren.
Als Cal Armias findet, gibt dieser ihm ein Datapad mit Kommunikationscodes, woraufhin er von einem Trident-Bohrschiff der Separatisten getötet wird. Cal und Merrin entkommen dem Ungetüm über mehrere Hindernisse und kommen sich dadurch deutlich näher.
In der Basis übergibt Cal das Datapad und Cordova stellt die Ergebnisse vor. Die Teile sind Kompasse, welche es wahrscheinlich ermöglichen, ohne Probleme durch den Koboh-Abyss zu navigieren. Beide wurden allerdings durch Lichtschwerter zerstört. Daneben können sie ermitteln, dass einst ein Besiedelungsprojekt für Tanalorr geplant, nach dem Angriff einer unbekannten Spezies aber aufgegeben wurde (durch weitere Einträge wird klar, dass es sich um die piraterischen Nihil handelt). Zudem finden sich Hinweise auf drei weitere Kompasse, von denen möglicherweise einer noch funktionsfähig ist.
Als Cal erneut nach Koboh zurückkehrt, erhält er dort Nachricht, dass der Roboter Zee von Dagans Leuten entführt wurde. Nachdem er herausgefunden hat, dass dieser seine Basis in einem ehemaligen Separatistenschiff der Lucrehulk-Klasse eingerichtet hat, von welchem die Bedlam Raiders ihre Ausrüstung und Droiden beschaffen, reist er dorthin. Im Schiff wird Cal, nachdem er und Bode getrennt werden, von Rayvis überrascht und ihm wird der Schlüssel, den Zee ihm gegeben hat, abgenommen. Nachdem Rayvis’ Versuch Cal zu töten dank BD-1 fehlschlägt, hört ersterer ein Gespräch zwischen Dagan und Rayvis mit an. In diesem erläutert Dagan seinen Plan, sich auf Tanalorr niederzulassen und gibt Rayvis den Befehl, den Mond zu aktivieren. Rayvis teilt Dagan, welchen er Meister nennt, mit, das er seinen Schwur danach als erfüllt sieht. Dagan lädt ihn hingegen ein, mit nach Tanalorr zu kommen.
Nachdem beide den Fahrstuhl verlassen haben, findet Cal Zee; allerdings taucht Dagan kurzerhand wieder auf. Obwohl Cal ihm in einem Machtduell den Schlüssel wieder abnehmen kann, schleudert Dagan ihn und Zee aus dem Fenster. Sie bleiben aber in Kabeln hängen, und Cal kann auf eine darunterliegende Landeplattform springen, Dagan springt hinterher. Cal versucht erneut auf diplomatische Art und Weise, ihn zu besänftigen, was aber erneut in einem Lichtschwertduell endet. Als Bode dazukommt, flieht Dagan, während Cal, Bode und Zee aus der Station mittels Rettungskapseln fliehen. Cal beschließt daraufhin, abermals auf den Zerstörten Mond zu fliegen.
Nachdem sich Cal erneut durch die Basis kämpft, findet er Rayvis, der ihn über die Lautsprecheranlage der Basis zum Duell herausfordert. Kurz vor dem Kampf erhält Cal eine Vision, weshalb Dagan nur noch einen Arm hat und in dem Bacta-Tank war: Dagan versuchte seine Meisterin, Santari Khri zu überreden, mit ihm nach Tanalorr zu gehen, entgegen der Befehle des Rates der Jedi; trotz ihres Appells hielt er an seiner Ansicht fest, weswegen sie ihm im Eifer des Gefechts den Arm nahm. In der Mitte des Kampfes zwischen Cal und Rayvis, erklärt zweiterer, wieso er für Dagan arbeitet. Dieser besiegte ihn einmal und verlangte dafür Rayvis Dienerschaft, obwohl dieser den Kriegertod sterben wollte. Zudem erwähnt er, dass er Dagan nicht mehr als ehrenwert ansieht, da dieser seinen Kodex verloren hat. Am Ende des Kampfes ergibt sich Rayvis erschöpft. Cal fragt ihn nun nach dem Schlüssel, den Dagan sucht. Rayvis gesteht, das er Dagan den Weg freigemacht hat, welcher bereits auf dem Weg ist. Der Schlüssel befindet sich Dagans Vermutungen nach im ehemaligen Observatorium von Santari Khri. Nachdem Cal Rayvis fordert ihm zu folgen, bittet dieser erneut um die Gewährung des Kriegertodes, welcher Cal nun nachkommt.
Auf dem Rückflug nach Koboh fürchtet Cal wie Dagan zu enden. Als er ihn findet, fragt dieser ihn entrüstet, wie er die Republik an das Imperium fallen lassen konnte, ehe es zum dritten Mal zu einem Lichtschwertduell kommt, diesmal mit Unterstützung von Bode. Im Laufe des Kampfes erstellt Dagan eine Machthalluzination, in welcher Cal an die Decke fliegt, wonach der Kampf dort weitergeht. Als Dagan von einer von der Macht erstellten Halluzination überrascht wird, kann Cal als Santari Khri ihn töten. Zudem nehmen sie dem toten Dagan den gesuchten Kompass ab, in der Hoffnung das Cordova diesen reparieren kann; wie es scheint, ist dieser nämlich unversehrt.
Als Cordova den Kompass repariert hat, greift das Imperium plötzlich die Basis an; weiterhin gibt Bode sich als Verräter zu erkennen und erschießt Cordova. Cal verfolgt seinen einstigen Gefährten, verliert nach einem Duell gegen ihn das Bewusstsein. Bode entpuppt sich vorher ebenfalls als ehemaliger Jedi, der die Order 66 überlebte, ein Teil von Dagans Lichtschwert gestohlen hat und mit dem Kompass entkommt.
Wenig später wohnt Cal den letzten Atemzügen von Cere bei, deren Duell gegen Darth Vader für sie tödlich endete; Cal erlebt ihre letzten Momente durch seine Psychometrie mit. Bevor sie verstirbt, nennt sie Cals Namen sowie den ihres ebenso von Vader ermordeten Padawans Trilla Suduri. Merrin und Greez konnten sich hingegen in Sicherheit bringen und unterstützen Cal bei der Jagd nach Bode.
Mithilfe des Peilsenders, welchen Cal am Anfang Bode gegeben hat, können sie diesen orten, der sich nun auf der Basis der Imperialen Sicherheitsbehörde von Nova Garon befindet. Dort stoßen Cal und Merrin auf Commander Lank Denvik, einen alten Kontakt Bodes während dessen Zeit beim Geheimdienst der Galaktischen Republik, und den Leiter der Basis. Als dieser gegenüber Cal offen zugibt, Bode mit der Infiltration von Cals Gruppe beauftragt zu haben, um Cere Junda zu finden, schlägt die ohnehin gereizte Stimmung des jungen Jedi in Zorn um, ehe er ihn bewusstlos schlägt und dessen Uniform stiehlt.
In Bodes Zimmer findet er eine alte Datendisk und lernt dessen Tochter Kata Akuna kennen. Allerdings trifft Bode kurze Zeit später ein und erklärt, dass er mit Denvik einen Deal geschlossen hat, um ihn und Kata vor den Inquisitoren zu schützen; allerdings musste er dafür dessen Informant spielen und Denvik über verschiedene Aktivitäten berichten. Als Bode und Kata durch den Alarm fliehen können, gibt sich Cal kurzzeitig der Dunklen Seite hin und sorgt für Chaos auf der Basis. Denvik stellt sich ihnen dabei erneut in den Weg, wobei Cal nur aufgrund Merrins eindringlicher Bitte davon ablässt, ihn zu erwürgen; danach flüchten sie in der Mantis.
Auf der Datendisk ist jedoch eine vielversprechende Nachricht von Santari Khri abgespeichert, die erklärt, das die aktivierten Anlagen auf Koboh und dem Mond, einen Durchgang durch den Koboh-Abyss „schießen“ können, wodurch Tanalorr erreicht werden kann. Um alles mit Erfolg durchzuführen, fehlt noch eine Anlage. Cal gibt Zee schließlich den Befehl auf sein Kommando, die Anlage vollständig zu aktivieren. Als Cal, Merrin und Greeze bereits im Abyss sind, überlädt sich die Anlage auf Koboh und der Tunnel schließt sich langsam wieder. Die Crew kann durch den Einsatz des Hyperantriebs doch noch rechtzeitig durch den Tunnel gelangen.
Auf Tanalorr kommt es zum finalen Kampf zwischen Cal, Merrin und Bode, wobei Cal wieder kurz die Macht der Dunklen Seite nutzt. Am Ende stirbt Bode, nachdem Cal mehrfach erfolglos auf ihn eingeredet und Bode die Bitten seiner Tochter ignoriert hat, weswegen Cal ihn schließlich erschießt.
In der Schlussszene gewähren Cal, Merrin, Greeze und Kata Cere, Cordova und Bode das traditionelle Jedi-Begräbnis. Nachdem er die ganze Nacht am Grab war, erscheint ihm am nachfolgenden Tag eine Vision von Cere, welche ihm sagt, er solle alle durch diese Dunkelheit führen. In einer Post-Credit-Szene beschließen Cal und Merrin mit Greez, Kata zu adoptieren und später die anderen Mitglieder des Pfades über die gefundene sichere Zuflucht zu informieren.

### Optional
Je nach Wahl findet Cal während bzw. nach bestimmten Abschnitten der Geschichte mehr über die Bewohner Kobohs und die alten Tempel Jedhas heraus.
Daneben erhält Cal durch mehrere Macht-Echos weitere Einblicke in Bodes Vergangenheit. Unter anderem stellt Denvik ihm in Aussicht, bei Erfüllung seines Auftrages die Identität des Inquisitors zu verraten, der den Tod von Bodes Frau verantwortete. Ebenfalls klärt sich Denviks Schicksal, der eine unbekannte Zeit nach dem Verlassen der Crew von Nova Garon von Vader wortlos exekutiert wird.
Auch die Haxion-Brut leckt ihre Wunden und hetzt Cal mehrere Kopfgeldjäger auf den Hals. Die in Greez’ Kantine residierende Nautolanerin Caij vermittelt daraufhin Cal Aufträge, die zum Ausschalten der Kopfgeldjäger führen.
Unmittelbar nach der Bezwingung des letzten Zieles stellt sich Caij jedoch gegen Cal und versucht selbst das auf ihn ausgesetzte Kopfgeld zu erhalten, verliert aber. Danach taucht auch der berüchtigte Kopfgeldjäger Boba Fett auf, der nicht hinter Cal, sondern hinter Caij her ist und nimmt sie mit. Trotz seines Hasses auf die Jedi lässt er Cal gehen, erinnert ihn jedoch daran, dass sie keine Verbündeten seien und er längst tot wäre, hätte Fett es gewollt.

## Trivia
Star Wars Jedi: Survivor ist wie sein Vorgänger fest im Kanon eingebunden und weist ebenso mehrere Anspielungen an etablierte Werke auf. Insbesondere auf die Ära der Hohen Republik und auf Inhalte mehrerer Fernsehserien wird mehrfach hingewiesen.
- Die Welt Jedha erschien prominent in Rogue One: A Star Wars Story als Rückzugsort von Saw Gerrera, welcher in einem Gespräch erwähnt wird und im Vorgänger auftrat.

- Wie auch schon im Vorgänger sowie in Star Wars Rebels und Obi-Wan Kenobi taucht die imperiale Inquisition auf, hier durch die Neunte Schwester.

- Der Geheimdienst der Galaktischen Republik sowie die Imperiale Sicherheitsbehörde (ISB) werden referenziert bzw. sind Teil der Handlung. Einzug fanden beide Institutionen bereits vorher in der The Clone Wars-Episode Helden auf beiden Seiten (Geheimdienst der Galaktischen Republik) sowie in Rebels (ISB).

- Cere Junda und Eno Cordova sind Teil des Netzwerkes Der versteckte Pfad, welches überlebende Jedi und Angehörige versteckt und ebenfalls in Obi-Wan Kenobi vorkam.

- Cal nutzt im Spiel erneut häufig die Fähigkeit der Psychometrie, welche Quinlan Vos beherrschte.

- In einer Rückblende tritt die Fraktion der Nihil auf; diese stellt den Hauptantagonisten der Ära der Hohen Republik dar.

- Eine weitere Rückblende lässt Cal die Stimme des Jedi-Meisters Oppo Rancisis hören. Jener ist bereits zu Zeiten der Hohen Republik aktiv und war später ebenfalls in Episode I sowie der sechsten Staffel von The Clone Wars im Hintergrund zu sehen.

## Besetzung und Synchronisation
| Rolle                 | Schauspieler         | Deutsche Synchronsprecher |
| --------------------- | -------------------- | ------------------------- |
| Cal Kestis            | Cameron Monaghan     | Louis Friedemann Thiele   |
| Nachtschwester Merrin | Tina Ivlev           | Betül Jülide Gülgec       |
| Greez Dritus          | Daniel Roebuck       | Kai Taschner              |
| Bode Akuna            | Noshir Dalal         | Jochen Langner            |
| Dagan Gera            | Cody Fern            | Ben Steinhoff             |
| Rayvis                | D. C. Douglas        | Gerhard Lehn              |
| Cere Junda            | Debra Wilson         | Claudia Urbschat-Mingues  |
| Eno Cordova           | Tony Amendola        | Gregor Höppner            |
| Scoova Stef           | Fred Tatasciore      | Klaus Nierhoff            |
| Santari Khri          | Tracy Ifeachor       | Jenny Bischoff            |
| Doma Dendra           | Rebecca Wisocky      | Irene Schwarz             |
| M-6NK (Monk)          | Chris Diamantopoulos | Martin Gross              |
| ZN-A4 (Zee)           | Kendal Rae           | Signe Zurmühlen           |
| Kata Akuna            | Tajine Turner        | Christina Puciata         |
| Lank Denvik           | Gideon Emery         | Rolf Berg                 |
| Neunte Schwester      | Misty Lee            | Sarah Liu                 |
| Boba Fett             | Temuera Morrison     | Martin Keßler             |
| Darth Vader           | Scott Lawrence       | Reiner Schöne             |
| Gabs                  | Britt Baron          | Anna Röser                |

## Entwicklung und Marketing
Als leitender Director ist der bereits für Jedi: Fallen Order verantwortlich gewesene Stig Asmussen tätig. Neben Cameron Monaghan als Cal Kestis kehren ebenso Daniel Roebuck, Debra Wilson und Tina Ivlev als Greez Dritus, Cere Junda und Nachtschwester Merrin zurück. Ein neuer Charakter namens Bode Akuna wird von Noshir Dalal zum Leben erweckt. Die Musik schrieben wie im Vorgänger Stephen Barton und Gordy Haab.
Jedi: Survivor baut technisch auf der Unreal Engine 4 auf.
Der Teaser hatte innerhalb der ersten zwei Tage mehr als 6 Millionen Aufrufe auf YouTube.
Genaue Verkaufszahlen wurden nicht öffentlich genannt, Electronic Arts sprach jedoch von „Millionen“.
Am 1. August 2023 kündigte EA eine Version für PlayStation 4 und Xbox One an.

## Belletristik
Zum Spiel sollen zwei Bücher veröffentlicht werden:
- Der Roman Star Wars Jedi: Kampfnarben von Sam Maggs soll zwischen den beiden Spielen Jedi: Fallen Order und Star Wars Jedi: Survivor angesiedelt sein. Cal Kestis und die Mannschaft der Mantis werden in eine neue Mission verwickelt. Der Roman erschien am 7. März 2023[28] auf Englisch, im September des gleichen Jahres auf Deutsch.
- The Art of Star Wars Jedi: Survivor enthält Konzeptzeichnungen und Entwicklerkommentare zum Spiel und erschien am 20. Februar 2024 auf Englisch.[28]